# شیم اون جین
شیم اون جین (کره‌ای: 심은진؛ زادهٔ ۶ فوریهٔ ۱۹۸۱) خواننده و بازیگر اهل کره جنوبی است.